# Xysticus marusiki
Xysticus marusiki là một loài nhện trong họ Thomisidae.
Loài này thuộc chi Xysticus. Xysticus marusiki được miêu tả năm 2005 bởi Hirotsugu Ono & Martens.